# Zonsverduisteringen van 1381 t/m 1390
De periode 1381 t/m 1390 bevat 21 zonsverduisteringen. Deze zijn onderverdeeld in de volgende typen:
- 4 totale
- 6 ringvormige
- 4 hybride
- 7 gedeeltelijke

## Overzicht
Onderstaand overzicht bevat alle details van deze zonsverduisteringen.
| Datum        | UTC op Max | Type         | Stijl                    | Saros nr | Magni- tude | Lengte op Max | Coördinaten op Max |
| ------------ | ---------- | ------------ | ------------------------ | -------- | ----------- | ------------- | ------------------ |
| 25 apr. 1381 | 00:55:46   | gedeeltelijk |                          | 128      | 0.8794      | -             | 70.2z 154.8w       |
| 18 okt. 1381 | 04:00:20   | gedeeltelijk |                          | 133      | 0.9004      | -             | 71.0n 167.1o       |
| 15 mrt. 1382 | 19:30:25   | ringvormig   | centraal                 | 100      | 0.9344      | 5m 10s        | 66.6n 156.5w       |
| 8 sep. 1382  | 08:02:24   | totaal       | centraal                 | 105      | 1.0541      | 3m 29s        | 60.5z 24.3o        |
| 4 mrt. 1383  | 19:25:59   | ringvormig   | centraal                 | 110      | 0.9312      | 8m 56s        | 10.4n 111.8w       |
| 29 aug. 1383 | 00:27:38   | totaal       | centraal                 | 115      | 1.0516      | 4m 50s        | 5.9z 170.2o        |
| 21 feb. 1384 | 21:20:45   | ringvormig   | centraal                 | 120      | 0.9605      | 4m 5s         | 34.6z 126.0w       |
| 17 aug. 1384 | 13:09:06   | ringvormig   | centraal                 | 125      | 0.9999      | 0m 1s         | 41.7n 4.5w         |
| 10 feb. 1385 | 06:14:26   | gedeeltelijk |                          | 130      | 0.7198      | -             | 71.1z 142.1w       |
| 6 aug. 1385  | 18:51:40   | gedeeltelijk |                          | 135      | 0.3878      | -             | 70.6n 35.3o        |
| 1 jan. 1386  | 10:31:27   | totaal       | centraal                 | 102      | 1.0366      | 3m 1s         | 40.8n 22.6o        |
| 27 juni 1386 | 04:49:17   | ringvormig   | centraal                 | 107      | 0.9561      | 5m 23s        | 26.6z 110.0o       |
| 22 dec. 1386 | 01:00:27   | hybride      | centraal                 | 112      | 1.0109      | 1m 10s        | 10.0z 167.7o       |
| 16 juni 1387 | 10:46:23   | hybride      | centraal                 | 117      | 1.0100      | 1m 3s         | 26.0n 19.8o        |
| 11 dec. 1387 | 09:58:30   | ringvormig   | centraal                 | 122      | 0.9539      | 4m 16s        | 52.4z 26.1o        |
| 4 juni 1388  | 23:49:27   | totaal       | centraal                 | 127      | 1.0552      | 3m 20s        | 74.2n 156.6o       |
| 29 nov. 1388 | 11:42:20   | gedeeltelijk |                          | 132      | 0.6170      | -             | 64.6z 148.1w       |
| 25 mei 1389  | 16:48:11   | gedeeltelijk | eerste eclips Sarosserie | 137      | 0.0549      | -             | 64.4n 139.8o       |
| 19 okt. 1389 | 17:46:26   | gedeeltelijk |                          | 104      | 0.7545      | -             | 61.7n 25.0w        |
| 15 apr. 1390 | 23:40:36   | hybride      | centraal                 | 109      | 1.0133      | 1m 19s        | 2.7z 167.0w        |
| 9 okt. 1390  | 02:00:26   | hybride      | centraal                 | 114      | 1.0120      | 1m 7s         | 9.6n 157.3o        |

### Legenda
| Kolomhoofd         | Uitleg                                                                                                |
| ------------------ | --- |
| Datum              | Datum op het moment van het maximum van de eclips                                                     |
| UTC op Max         | Tijd in UTC op het moment van het maximum van de eclips                                               |
| Type               | Type van de eclips                                                                                    |
| Stijl              | Binnen een type zijn verschillende stijlen mogelijk                                                   |
| Sarosnr            | Het nr van de sarosreeks waartoe de eclips behoort                                                    |
| Magnitude          | Percentage van verduistering van de middellijn van de zon op het moment van het maximum van de eclips |
| Lengte op Max      | Tijdsduur van de eclips op de plek met het maximum                                                    |
| Coördinaten op Max | Coördinaten op het moment van het maximum van de eclips                                               |